# Vyuntspakhkita-(Y)
La vyuntspakhkita-(Y) és un mineral de la classe dels silicats. Rep el seu nom de la muntanya més alta a la regió de la localitat tipus, el mont Vyuntspakhk.

## Característiques
La vyuntspakhkita-(Y) és un silicat de fórmula química (Y,Yb)₄Al2,5-1,5(Si,Al)1,5-2,5(SiO₄)₄O(OH)₇. Va ser aprovada com a espècie vàlida per l'Associació Mineralògica Internacional l'any 1982. Cristal·litza en el sistema monoclínic. Es troba en forma de cristalls prismàtics esvelts, de fins a 0,7 mil·límetres, com a microinclusions en itriofluorita, una varietat de fluorita. La seva duresa a l'escala de Mohs es troba entre 6 i 7.
Segons la classificació de Nickel-Strunz, la vyuntspakhkita-(Y) pertany a «09.B - Estructures de sorosilicats amb grups barrejats de SiO₄ i Si₂O₇; cations en coordinació octaèdrica [6] i major coordinació» juntament amb els següents minerals: al·lanita-(Ce), al·lanita-(La), al·lanita-(Y), clinozoisita, dissakisita-(Ce), dol·laseïta-(Ce), epidota, epidota-(Pb), khristovita-(Ce), mukhinita, piemontita, piemontita-(Sr), manganiandrosita-(La), tawmawita, manganipiemontita-(Sr), ferrial·lanita-(Ce), clinozoisita-(Sr), manganiandrosita-(Ce), dissakisita-(La), vanadoandrosita-(Ce), uedaïta-(Ce), epidota-(Sr), al·lanita-(Nd), ferrial·lanita-(La), åskagenita-(Nd), zoisita, macfal·lita, sursassita, julgoldita-(Fe2+), okhotskita, pumpel·lyïta-(Fe2+), pumpel·lyïta-(Fe3+), pumpel·lyïta-(Mg), pumpel·lyïta-(Mn2+), shuiskita, julgoldita-(Fe3+), pumpel·lyïta-(Al), poppiïta, julgoldita-(Mg), ganomalita, rustumita, vesuvianita, wiluïta, manganovesuvianita, fluorvesuvianita, del·laïta, gatelita-(Ce) i västmanlandita-(Ce).

## Formació i jaciments
Va ser descoberta al mont Ploskaya, al massís Keivi occidental, a la Península de Kola (óblast de Múrmansk, Rússia). També ha estat descrita a Finnbo, Falun (Dalarna, Suècia), i tant a la pedrera Øvre Lapplægeret com a la pegmatita Stetind, a Tysfjord (Noruega). Sol trobar-se associada a altres minerals com: fluorita, gadolinita, xenotima i bastnäsita.